# Czarna Ręka (USA)
Czarna Ręka – stowarzyszenie włoskich gangów działających wśród włoskich imigrantów w Stanach Zjednoczonych na przełomie XIX i XX wieku.
Czarna Ręka stanowi zalążek mafii amerykańskiej.
Jej działalność polegała głównie na wymuszaniu haraczy – pod groźbą śmierci – od włoskich imigrantów, którzy licznie przybywali do Ameryki w poszukiwaniu lepszego życia. M.in. na Lower East Side roiło się wielu Sycylijczyków, którzy harowali godzinami za niewielkie pieniądze. Wśród nich pojawili się tacy, którzy na nich żerowali.
Proceder ten był praktykowany w niemal wszystkich miastach amerykańskich, do których przybywali i przebywali włoscy imigranci.
Czarna Ręka rozciągała swoją obecność na St. Louis, Detroit, Chicago, Kansas City, Nowy Orlean, New Jersey i Nowy Jork. Osoby, które sprzeciwiały się żądaniom, często padały ofiarami morderstw (z rzadka później były zgłaszane) lub w najlepszym przypadku były okaleczane. Stosowano metodę cyklicznego zabicia kogoś dla przykładu (przy użyciu noża, broni palnej, trucizny lub sznura).
Joseph (Joe) Petrosino urodzony we Włoszech – najprawdopodobniej – jako jedyny policjant w Nowym Jorku (a być może i w całych Stanach Zjednoczonych) wiedział o działalności Czarnej Ręki w USA. W swoim raporcie pisał: Nie ma kar za posługiwanie się fałszywym nazwiskiem. Dzięki ogromnej powierzchni kraju i przeludnionym miastom bardzo łatwo się ukryć.
Władze nowojorskie widząc narastający problem postawiły go na czele specjalnego Włoskiego Departamentu w Miejskiej Komendzie Policji.
O działalności Czarnej Ręki Amerykanie dowiedzieli się w 1890 roku, gdy rozhisteryzowany tłum ludzi zlinczował (poprzez powieszenie i rozstrzelanie) 11 Sycylijczyków (domniemanych mafiosów) w Nowym Orleanie. Ofiary te zostały uniewinnione z zarzutu zabójstwa (15 października 1890 r.) komisarza nowoorleańskiej policji – Dave'a Henneseya. Nowy Orlean był wtedy areną walk pomiędzy braćmi Matranga i Provenzano (pobierali 'haracze' od rozładunku każdego statku cumującego w porcie).
Petrosino określał Czarną Rękę jako stowarzyszenie luźno ze sobą powiązanych sycylijskich bezwzględnych i zachłannych przestępców, ale niezorganizowanych.
Musiał zmienić zdanie, gdy w 1901 roku do Stanów Zjednoczonych przybył capo di tutti capi mafii sycylijskiej – Vito Cascio Ferro (w obawie przed aresztowaniem).
Don Vito szybko podporządkował sobie Czarną Rękę. Wielu jej członkom pomagał w ucieczce z Sycylii do Stanów. Nauczył ich dyscypliny, a także ustanowił połączenia na linii Palermo – Nowy Jork.
To on wprowadził i doprowadził do perfekcji proceder comiesięcznego okupu za ochronę (z wł. Fari vagnari 'u pizzu – zamoczyć dzióbek) – po raz pierwszy zastosowano taki proceder w 1903 roku w Nowym Jorku. Don Vito swoim ludziom podpowiadał, żeby nie wymagali niebotycznych opłat (haraczy) od drobnych ulicznych handlarzy, sklepikarzy i handlowców itp. Powinni płacić za ochronę tyle, aby nie zbankrutować. Mimo braków w wykształceniu, umiał liczyć zyski i wiedział gdzie jest finansowa granica wśród jego ofiar. Musicie zbierać śmietankę z mleka nie tłukąc butelki – brzmiała jego rada.
Żądania Czarnej Ręki były regularne i punktualne i nie omijały żadnego sycylijskiego (włoskiego) imigranta. Opornych czekał okrutny los. W 1903 roku w Nowym Jorku znaleziono w beczce ludzką głowę z wetkniętymi do ust genitaliami. Ofiarą był Sycylijski imigrant, notabene pracował dla ludzi ze ścisłego kierownictwa Czarnej Ręki. Dowody zbrodni przekonały Petrosino, że za tym zabójstwem stoi Don Vito.
Rok później Vito wrócił na Sycylię, w kieszeni miał fotografię 'niepokornego' policjanta – myślał już wtedy o zemście. Ostatecznie Petrosino zginął 12 marca 1909 r. (najprawdopodobniej sam Don Vito wykonał wyrok, razem z nim były jeszcze dwie inne osoby).
Słynną ofiarą Czarnej Ręki był włoski tenor operowy Enrico Caruso. Przed wybuchem I wojny światowej otrzymał list z żądaniem okupu w wysokości dwóch tysięcy dolarów. Autorzy listu, posłużyli się znakiem Czarnej Ręki, grozili mu śmiercią w przypadku niewpłacenia pieniędzy. Przestraszony tenor zapłacił okup. To jednak zaostrzyło apetyty szantażystów. Niebawem dostał kolejny list, tym razem z żądaniem wpłacenia piętnastu tysięcy dolarów. Caruso postanowił nie płacić haraczu i przy okazji powiadomił policję (był to odważny krok, gdyż mało kto wcześniej się na to zdecydował w obawie przed zemstą). Policjanci polecili Caruso, żeby zapłacił okup, lecz jednocześnie zastawili na nich pułapkę. W ich ręce – w trakcie przejęcia przesyłki umieszczonej pod schodami pewnej fabryki – wpadło dwóch włoskich biznesmenów (okazało się, że nie mieli oni żadnych powiązań z Czarną Ręką i światem przestępczym). Obaj zostali później skazani i trafili do więzienia.
Świat przestępczy nie szukał zemsty na Caruso za sprawę z policją. Caruso nie zwlekając nawiązał kontakt z Jimem "Big" Colosimo, który następnie zwrócił się do Johnny'ego Torrio z propozycją rozwiązania problemów z szantażystami wielkiego tenora. Caruso nie zgodził się na propozycję ich fizycznej eliminacji. Do końca życia (zm. 1921 r.) korzystał z policyjnej obstawy i kilku detektywów podczas występów w Stanach i Europie.
Enrico Caruso mógł powiedzieć, że miał szczęście, które innym niestety nie dopisało.
W 1905 roku niepokorny brooklyński rzeźnik Gaetano Costa postanowił nie płacić haraczu (1000 dolarów miesięcznie). Kilku morderców weszło do jego lokalu i bez skrupułów zastrzeliło go przy kasie. Zabójcy mieli wywodzić się z gangu Lupo Wolf (1877 – 1944, szwagier braci Morello; zob. Rodzina Morello) – niczego nikomu nie udowodniono.
Lupo Wolf (wł. Ignazio Saietta) przez wiele lat uchodził za czołowego gangstera spod Czarnej Ręki. To on prowadził tzw. "Stajnię Morderstw", gdzie pogrzebano ponad 60 ofiar przestępczych porachunków.
Innym znanym członkiem Czarnej Ręki był Paul Di Cristina (specjalista od ściągania haraczy). Zginął zastrzelony gdy jeden z niepokornych – właściciel sklepu spożywczego Pietro Pepitone – odmówił zapłacenia okupu.
Proceder wymuszania haraczy spod znaku Czarnej Ręki miał gigantyczny zasięg. Policja nowojorska wyliczyła, że w 1908 r. na jeden zgłoszony przypadek wymuszenia przypadało 250 przypadków niezgłaszanych organom ścigania. Podobnie (a nawet gorzej) było w Chicago.
Czarna Ręka i jej proceder umarła śmiercią naturalną. Początek lat 20. to okres rozwoju nielegalnej produkcji, dystrybucji i sprzedaży alkoholu (słynna Prohibicja w Stanach Zjednoczonych), które gwarantowały zdecydowanie większe zyski i mniejsze ryzyko wpadki. Ówcześni gangsterzy Frankie Yale na Brooklynie, Vincenzo Cosmanno i bracia Genna w Chicago oraz Scarface Di Giovanni w Kansas City (to oni najczęściej parali się tym procederem) zrozumieli, że czas zmienić przestępcze przyzwyczajenia. Kilku niepoprawnych gangsterów nadal zajmowało się wymuszeniami, ale prędzej czy później zostali wyłapani przez policję.